# Cykloaddycja
Cykloaddycja – grupa reakcji chemicznych zaliczanych do tzw. procesów pericyklicznych, tzn. takich, w których utworzenie cząsteczki produktu następuje w konsekwencji kołowego przesunięcia p-elektronów w obrębie umownego lub realnego fragmentu cyklicznego.
W zależności od liczby atomów wnoszonych przez addenty do powstającego pierścienia wyróżniamy m.in
- [2+2] cykloaddycję (np. dimeryzacja tetrafluoroetylenu)
- [2+3] cykloaddycję (np. reakcje nitronów z olefinami)
- [2+4] cykloaddycję czyli reakcję Dielsa-Aldera (np. reakcje dienów z olefinami)
- [3+4] cykloaddycję (np. reakcje tlenków imin z dienami)

Ze względu na symetrię orbitali, cykloaddycje, w których kołowemu przesunięciu ulega 4n elektronów są procesami dwustopniowymi. Z kolei cykloaddycje, w których kołowemu przesunięciu ulega 4n+2 elektronów są procesami jednostopniowymi czyli tzw. „uzgodnionymi” lub skoordynowanymi. Od tego ostatniego scenariusza istnieją jednak wyjątki.

## Mechanizm reakcji
Główny podział reakcji cykloaddycji opiera się na czynnikach fizycznych umożliwiających zajście reakcji. Bazując na tym kryterium wyróżnia się reakcję aktywowane termicznie oraz fotochemicznie (z reguły przez promieniowanie ultrafioletowe).
W przypadku cykloaddycji aktywowanych termicznie substraty posiadają zazwyczaj (4+2) elektronów na orbitalach π (w tym przypadku n jest niedużą liczbą naturalną). Taka liczba elektronów narzucona jest przez określoną symetrię orbitali w substratach. Większość reakcji cykloaddycji zachodzi wedle antarafacjalno – antarafacjalnego lub suprafacjalno -suprafacjalnego  wzajemnego ustawienia reagujących cząsteczek.
Istnieją jednakże indukowane termicznie cykloaddycje, w których bierze udział 4n elektronów π (przykładem może być [2 + 2] cykloaddycja). Procesy te zachodzą poprzez suprafacjalno – antarafacjalne ustawienie reagentów. Jednym z częściej spotykanych typów takiej reakcji jest dimeryzacja ketenów lub pokrewnych im związków zawierających skumulowane wiązanie podwójne.
Cykloaddycje, w których bierze udział 4n elektronów п są zazwyczaj aktywowane na drodze fotochemicznej. W tym przypadku, na skutek absorpcji kwantu światła o odpowiednio wysokiej energii w jednym z substratów zachodzi promocja elektronu z orbitalu HOMO na orbital LUMO. Reguły symetrii orbitali nakazują by reakcje tego typu zachodziły w orientacji suprafacjalno-suprafacjalnej, przykładem takiego procesu może być cyklodimeryzacja kwasu cynamonowego, prowadząca do powstania związku zawierającego niestabilny (wskutek istnienia naprężeń kątowych i torsyjnych) pierścień cyklobutanowy:

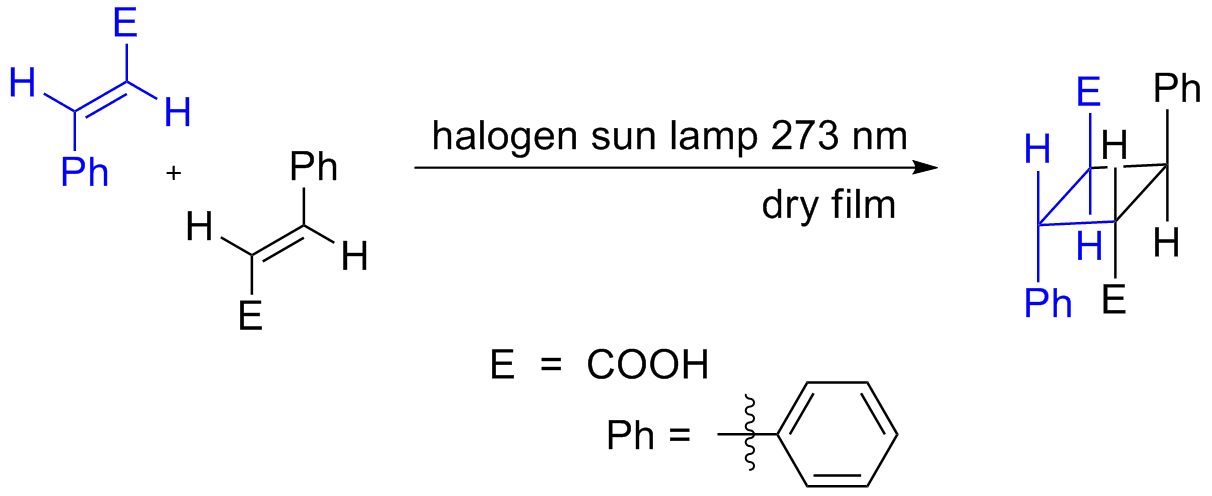
Dimeryzacja kwasu cynamonowego pod wpływem światła UV

Obecnie reakcje cykloaddycji są najbardziej uniwersalną metodą syntezy rozlicznych karbo- i heterocyklicznych połączeń. Reakcja Dielsa-Aldera jest uważana za jedną z najważniejszych reakcji w chemii organicznej. Za jej pomocą możliwe jest łatwe syntezowanie układów zawierających jeden lub więcej pierścieni alifatycznych, ponadto obecnie istnieje wiele stereoselektywnych wariantów tej reakcji umożliwiających wydajną syntezę określonego stereoizomeru danego związku.